# Juan Quintana Bosch
Juan Quintana Bosch en Catalán: Joan Quintana i Bosch, (nacido el 20 de noviembre de 1946 en Tarrasa, Barcelona) es un exjugador de hockey sobre hierba español. Disputó los Juegos Olímpicos de México 1968 y de  Múnich 1972, obteniendo una sexta y séptima plaza, respecticamente. Es primo de Francisco Fábregas Bosch, Eduardo Fábregas Bosch y de Jorge Fábregas Bosch, y hermano de  Ramón Quintana Bosch todos ellos jugadores de hockey sobre hierba internacionales por España. 

## Participaciones en Juegos Olímpicos
- México 1968, sexta posición.
- Múnich 1972, séptima posición.